# Lyke-Wake Dirge
Песня нищих (англ. Lyke-Wake Dirge, букв. с англ. — «причитание во время бдения над мёртвым») — британская традиционная народная песня XIV века в размере 4/4, исполнявшаяся священнослужителями во время похоронных обрядов. Зарегистрирована в базе данных Roud Folk Song Index под номером 8194. Существует в нескольких основных формах, различающихся количеством куплетов и вариантами перевода текста на современный английский. В песне рассказывается о путешествии души в Чистилище и об опасностях, с которыми она столкнётся на пути. При этом возможность преодоления возникающих препятствий поставлена в прямую зависимость от благотворительной деятельности, которую душа осуществляла при жизни. В целом, песня служит предупреждением для живых: будьте щедры к бедным, иначе вы пожалеете, когда придёт ваше время. Хотя текст содержит отсылки к христианству, считается, что значительная часть её символов имеет дохристианское происхождение. 

## Происхождение названия
Lyke — устаревшее слово, обозначающее труп. Оно имеет германское происхождение и связано с другими германскими словами, такими как немецкое Leiche, голландское lijk и норвежское lik. В современном английском языке оно сохранилось, как часть слова lychgate и в слове Lich. Lyke-wake также может быть результатом норвежского влияния на йоркширский диалект: современные норвежские и шведские слова для погребального бдения по-прежнему likvake и likvaka (lik и vaka/vake с теми же значениями, что и для lyke и wake).

## Происхождение
Впервые текст песни был записан и опубликован в 1686 году писателем Джоном Обри, который тогда же ошибочно датировал её 1616 годом. При переводе на русский язык Самуил Маршак изменил название песни с целью добавить социальную направленность и уменьшить религиозно-духовные мотивы. Также в переводе Маршака полностью изменён ритм.

## Текст
| Английский текст (архаичный йоркширский диалект) | Стихотворный перевод С. Маршака |
| --- | --- |
| This ae nighte, this ae nighte, — Every nighte and alle, Fire and fleet and candle-lighte, And Christe receive thy saule. When thou from hence away art past, — Every nighte and alle, To Whinny-muir thou com'st at last; And Christe receive thy saule. If ever thou gavest hosen and shoon, — Every nighte and alle, Sit thee down and put them on; And Christe receive thy saule. If hosen and shoon thou ne'er gav'st nane — Every nighte and alle, The whinnes sall prick thee to the bare bane; And Christe receive thy saule. From Whinny-muir when thou may'st pass, — Every nighte and alle, To Brig o’Dread thou com'st at last; And Christe receive thy saule. From Brig o’Dread when thou may'st pass, — Every nighte and alle, To Purgatory fire thou com'st at last; And Christe receive thy saule. If ever thou gavest meat or drink, — Every nighte and alle, The fire sall never make thee shrink; And Christe receive thy saule. If meat or drink thou ne'er gav'st nane, — Every nighte and alle, The fire will burn thee to the bare bane; And Christe receive thy saule. This ae nighte, this ae nighte, — Every nighte and alle, Fire and fleet and candle-lighte, And Christe receive thy saule. | Вот так ночь! Ночь из ночей! Вечная ночь за могилой. Град, и огонь, и мерцанье свечей, И господь твою душу помилуй! Долго во мраке будешь идти — Вечная ночь за могилой. Тернии будут расти на пути. Господь твою душу помилуй! Если ты нищему дал сапоги,— Вечная ночь за могилой,— Сядь, натяни их и дальше беги, И господь твою душу помилуй! Если ж ты лишнюю обувь берег,— Вечная ночь за могилой,— Ты по колючкам пойдешь без сапог, И господь твою душу помилуй! Долго во мраке будешь идти — Вечная ночь за могилой. К мосту страстей ты придешь по пути, Господь твою душу помилуй! Только по страшному мосту пройдешь, Вечная ночь за могилой,— Прямо в чистилище ты попадешь, И господь твою душу помилуй! Если твоя не скудела ладонь,— Вечная ночь за могилой,— Ты невредимым пройдешь сквозь огонь, И господь твою душу помилуй! Если ж берег ты вино и харчи,— Вечная ночь за могилой,— Будешь гореть в раскаленной печи. Господь твою душу помилуй! Вот так ночь! Ночь из ночей! Вечная ночь за могилой, Град, и огонь, и мерцанье свечей, И господь твою душу помилуй! |

В записанной Обри версии песни присутствует сюжетная лакуна: на Мосту Страстей (англ. Brig o' Dread, Bridge of Dread) не описываются какие-либо события. Однако в версии, присутствующей в трактате Wit, Character, Folklore, and Customs of the North Riding Ричарда Блейкборо (англ. Richard Blakeborough), написанной в 1898 году и посвящённой йоркширскому фольклору, присутствуют строки, по мнению автора, ещё наличествовавшие в версии, бытовавшей в XIX столетии, и, с большой степенью вероятности, аутентичные:
If ivver thoo gav' o' thi siller an' gawd,

At t' Brigg o' Dreead thoo’ll finnd footho’d,

Bud if o' siller an' gawd thoo nivver ga' neean,

Thoo’ll doon, doon tumm’l tiwards Hell fleeames…

То есть Мост Страстей выступает своего рода решающим испытанием, определяющим, куда попадёт душа умершего — в рай или в ад.

## Известные исполнители
Песня неоднократно записывалась и издавалась. В 1908 году Арнольд Бакс создал версию для голоса и фортепиано, а в 1934 году сделал к ней оркестровую версию. Бенджамин Бриттен положил стихотворение на музыку, как часть «Серенады для тенора, валторны и струнных» (соч. 31) в 1943 году. В Кантате на средневековые английские тексты 1952 года Игорь Стравинский использует отдельные стихи, как интерлюдии между длинными частями. Английский композитор Джеффри Бургон написал дуэт This Eane Night для двух контртеноров (записанных Джеймсом Боуменом и Чарльзом Бреттом) со словами, слегка изменёнными, чтобы соответствовать канонической одиночной мелодии, причём второй контртенор начинался на один такт позади первого.
Версия с другой мелодией была записана коллекционером народных песен Хансом Фридом. С его слов, мелодия была им услышана от «старой шотландской леди» Пегги Ричардс. The Young Tradition использовали эту версию для записи а-капелла в дебютном альбоме 1965 года, применив довольно примитивную гармонизацию, в которой две вокальные партии движутся параллельно квинтам. Фолк-группа Pentangle использовала ту же мелодию с уточнением аранжировки в альбоме 1969 года Basket of Light. Эл Стюарт спел её в дуэте с Mimi Fariña в альбоме Zero She Flies. Баффи Сент-Мари также включила эту песню в свой альбом 1967 года Fire & Fleet & Candlelight. В большинстве более поздних версий песни используется мелодия Ричардс-Фрида; к ним относятся версии Steeleye Span, the Mediaeval Baebes (под названием This Ay Nicht) и Аласдера Робертса.
Ежегодный фестиваль Spiral Dance в Сан-Франциско адаптировал песню к неоязыческому контексту, изменив строчку рефрена на «May earth receive thy soul». Эту версию можно найти на Let It Begin Now: Music from the Spiral Dance.
В радиоспектакле BBC 2013 года Neverwhere по одноимённому роману Терри Пратчетта Lyke-Wake Dirge поёт ангел Ислингтон (в исполнении Бенедикта Камбербэтча).
В 2014 году Lyke-Wake Dirge была записана Мэттом Бернингером и Эндрю Бердом для телесериала AMC Turn, а в 2016 году версия была использована в качестве темы для сериала BBC «Живые и мёртвые» в исполнении The Insects с участием Howlin Lord.

## В визуальном искусстве
- Lyke-Wake Dirge была одним из 25 традиционных произведений, включённых в сборник Ballads Weird and Wonderful (1912), иллюстратором которого выступил Вернон Хилл.

## В литературе
- Whinny-muir (Терновая пустошь) упоминается в романе Уильяма Морриса «Колодец на Краю Света» как Muir o'Heckle-pins.